# بمب‌گذاری انتحاری در پیشین
بمب‌گذاری انتحاری در پیشین یک حملهٔ انتحاری در ۲۶ مهر ۱۳۸۸ در شهر پیشین استان سیستان و بلوچستان بود که طی آن عده‌ای از فرماندهان سپاه پاسداران انقلاب اسلامی و سران قبایل منطقه در اثر انفجار کشته شدند. گروه جندالله به رهبری عبدالمالک ریگی، مسئولیت این عملیات انتحاری را برعهده گرفت.این حادثه در ۲۶ مهر ۱۳۸۸ و در شهر پیشین در حد فاصل شهرستان‌های راسک و چابهار در جنوب استان سیستان و بلوچستان روی داد. سردار نورعلی شوشتری جانشین فرمانده نیروی زمینی سپاه و فرمانده قرارگاه قدس، رجبعلی محمدزاده فرمانده سپاه استان سیستان و بلوچستان، فرمانده تیپ امیرالمؤمنین، فرمانده سپاه ایرانشهر، فرمانده سپاه شهرستان سرباز از جمله کشته‌شدگان بودند. این افراد در تدارک برگزاری همایشی میان عشایر شیعی و سنی بلوچ بودند. در این رخداد ۱۰ نفر از سران عشایر، قبایل و طوایف منطقه نیز کشته‌شدند. مقامات ایرانی، آمریکا، انگلستان و پاکستان را به نقش‌آفرینی در این حادثه متهم کردند.

## شرح رویداد
این انفجار در ساعت ۸:۲۰ صبح ۲۶ مهر ۱۳۸۸ در منطقهٔ پیشین (نزدیکی شهر سرباز) در استان سیستان و بلوچستان روی داد. انفجار زمانی رخ داده‌است که فرماندهان سپاه در حال تدارک برگزاری همایش وحدت میان عشایر شیعی و سنی کشور بودند. برخی از گزارش‌ها حاکی از روی‌دادن ۲ انفجار است.

## تلفات جانی
مدیرکل پزشکی قانونی استان سیستان و بلوچستان نام‌های ۴۱ کشتهٔ انفجار را اعلام کرده‌است.؛ اما رئیس شورای امنیت سازمان ملل در پیام خود از ۵۷ کشته و ۱۵۰ زخمی سخن گفته‌است.

### اعضای سپاه

مراسم تدفین جمعی از کشته‌شدگان در حمله

چندین تن از نیروهای سپاهی از کشته‌شدگان بودند. از جمله:
- سردار نورعلی شوشتری جانشین فرمانده نیروی زمینی سپاه و فرمانده قرارگاه قدس
- سردار محمدزاده فرمانده سپاه استان سیستان و بلوچستان
- فرمانده سپاه ایرانشهر
- فرمانده سپاه سرباز
- فرمانده تیپ امیرالمؤمنین[۹]
- علی علویان فرمانده «تیپ صاحب الزمان سپاه ثارالله استان کرمان»
- حسین اسدی معاون تبلیغات و روابط عمومی نمایندگی ولی فقیه در «قرارگاه قدس»
- حسین مرادی فرمانده «قرارگاه داخلی»

### سران عشایر
در این رخداد ۱۰ نفر از سران عشایر، قبایل و طوایف منطقه که بیشترشان سنّی‌مذهب بوده‌اند نیز کشته شده‌اند.

### شهروندان پاکستان
۴ شهروند کشور پاکستان که در نزدیکی نمایشگاه صنایع دستی حضور داشته‌اند هم در این حادثه کشته شده‌اند.

## مسئولیت بمب‌گذاری
جندالله به سرکردگی عبدالمالک ریگی، مسئولیت این بمب‌گذاری را به عهده گرفته‌است.
عامل انفجار انتحاری عبدالواحد محمدزاده معرفی شده‌است.

## اتهام هم‌دستی پاکستان
محمود احمدی‌نژاد رئیس جمهور وقت ایران برخی مأموران امنیتی پاکستان را به همکاری با عناصر اصلی این حادثه متهم کرد. در همین راستا مصطفی محمد نجار، وزیر کشور جمهوری اسلامی ایران در ۱ آبان به پاکستان سفر کرد تا مقامات پاکستان را متقاعد سازد که برای دستگیری اعضای این گروه که در خاک پاکستان مستقر هستند با ایران همکاری کند. وی در این سفر سعی کرد مدارک ادعایی را مبنی بر اجازه حکومت پاکستان به گروه جندالله به انجام عملیات نظامی در خاک پاکستان ارائه داد.

## ماجرای انفجار به نقل از یکی از شاهدان
ابراهیم شهریاری -همراه نورعلی شوشتری- دربارهٔ انفجار گفته‌است:
یک روز قبل از حادثهٔ تروریستی، شهید حسین مرادی و برخی دیگر از شهیدان نزد من آمدند و گفتند که یک ایست و بازرسی درست کنیم و نیروهای آن را هم داشتیم، اما شهید شوشتری همهٔ برنامه‌ها را به خود مردم واگذار کرده بود و هیچ دخالتی در امور آن‌ها نداشت. با این‌که می‌دانستم ایشان با بازرسی از ناحیهٔ نیروهای سپاه موافقت نمی‌کند، به ایشان پیشنهاد دادیم اما شهید شوشتری گفت که به هیچ‌وجه این کار را نکنید، زیرا همت بلوچ‌ها بالاتر از این است و ناراحت می‌شوند. سردار شوشتری هنگام ورود به همایش جلوی درب وقتی زحمت‌های مردم بومی را در برگزاری همایش مشاهده کرد، از توانمندی‌های این قوم و مردم منطقه تعریف و تمجید کرد. در حالی که دو نفر از افراد صدا و سیما و شهید سردار حسین اسدی در حال فیلمبرداری بودند و من در حال خلوت کردن ورودی سردار شوشتری به سالن همایش بودم، انفجار رخ داد، اما آتش نداشت و دارای صدای خفیفی بود. اما قدرت آن به حدی بود که تمام مردم آن حواشی را بر روی زمین کوبید و حدود پنج دقیقه در حالی که بیهوش بر روی زمین بودم، احساس کردم نیمی از بدنم بی‌حس شده‌است. با همهٔ اوضاع دنبال سردار شوشتری بودم که متوجه شدم رو به قبله نشسته و در حال گفتن شهادتین است.

## واکنش‌ها
ایران:
- سید علی خامنه‌ای رهبر جمهوری اسلامی ایران در پیامی با تبریک و تسلیت به مناسبت کشته‌شدن تعدادی از فرماندهان سپاه و سران قبایل منطقه، اعلام کرد که: دست قدرتمند نظام اسلامی، متجاوزان به جان و مال و امنیت مردم را به سزای اعمال خیانتکارانهٔ آن‌ها خواهد رسانید.[۱۵][۱۶][۱۷]
- محمود احمدی‌نژاد رئیس‌جمهور وقت ایران از این حادثه اظهار تاسف کرد و از مسئولان ذی‌ربط خواست با سرعت و قاطعیت، عوامل این عملیات تروریستی را شناسایی و به دست عدالت بسپارند.[۱۸]
- علی لاریجانی رئیس مجلس شورای اسلامی نیز ضمن محکوم کردن این حمله، گفت اقدام آمریکا به این حمله کمک کرده‌است.[۱۹][۲۰]
- اکبر هاشمی رفسنجانی رئیس مجلس خبرگان رهبری و مجمع تشخیص مصلحت نظام در پیامی ضمن تسلیت شهادت سرداران سپاه پاسداران و جمعی از بزرگان و صاحب‌نظران عرصه وحدت مسلمین از مردم و مسوولان و مأموران امنیتی درخواست کرد با هوشیاری مضاعف این توطئه را خنثی کنند تا دشمنان مایوس‌تر و دوستان امیدوارتر از همیشه شوند و نگذارند عاملان این فاجعه تروریستی احساس امنیت و احیاناً تکرار چنین اتفاقاتی نمایند که زیبنده امت اسلام و ملت ایران نیست.[۲۱]
- محمدعلی جعفری فرمانده کل سپاه اظهار کرد مدرکی از طرف یکی از دستگاه‌های امنیتی کشور ارائه شد که گروه عبدالمالک ریگی و این شخص ارتباط مستقیم با سازمان‌های اطلاعاتی آمریکا، انگلیس و متأسفانه با سازمان اطلاعاتی دولت پاکستان دارد. وی با تأکید بر اینکه مدرک این ادعا موجود است، بیان داشت که هیاتی از طرف جمهوری اسلامی به پاکستان سفر می‌کند که این مدارک را به آن‌ها نشان داده و به دولت پاکستان بگوید که نظام جمهوری اسلامی ایران می‌داند که این فرد خبیث تحت حمایت و پشتیبانی آن‌ها است.[۲۲]
- محمد پاکپور فرمانده نیروی زمینی سپاه پاسداران اعلام کرد سپاه پاسداران پاسخ سخت و دندانشکنی به این گروهک خواهد داد به طوری که هیچ‌وقت و هیچ گروهی جرأت چنین اقداماتی را در کشور به خود ندهد.[۲۳]
- مولوی عبدالحمید امام جمعه اهل تسنن شهر زاهدان از مردم استان سیستان و بلوچستان خواست که برای شناسایی عوامل حادثه تروریستی در منطقه پیشین شهرستان سرباز این استان با مسئولان همکاری کنند. مولوی عبدالحمید تصریح کرده‌است که این فرقه با اهل تسنن و تشیع دشمنی دارد و از علاقه و همبستگی آن‌ها به یکدیگر نگران و عصبانی است و برای ضربه زدن به این همبستگی، مبادرت به عملیات تروریستی می‌کند. وی اعلام کرد که حوزه‌های علمیهٔ اهل سنت و تشیع، این عملیات تروریستی را محکوم کرده و همهٔ مردم و مسئولان منطقه با همبستگی و همکاری تلاش خواهند کرد تا عوامل این جنایت به‌سزای رفتارشان برسند.[۲۴]

: وزارت خارجهٔ بریتانیا نیز در بیانیه‌ای اعلام کرد که این «حملهٔ تروریستی» را محکوم و هرگونه اتهام مبنی بر دخالت این کشور در این حمله را به‌شدت رد کرد.
: وزارت خارجهٔ آمریکا با تروریستی خواندن این اقدام، آن را محکوم کرد و هرگونه دخالت در این اقدام را رد کرد.
: دمیتری مدودف، رئیس‌جمهور روسیه طی پیام تسلیتی به محمود احمدی‌نژاد رئیس‌جمهور ایران در رابطه با عملیات تروریستی اخیر در این کشور ضمن محکوم کردن آن، آمادگی مسکو را برای همکاری با تهران در مبارزه با تروریسم و افراط‌گرایی اعلام کرد.
: سخنگوی وزارت خارجهٔ فرانسه در اظهارات خود حادثهٔ تروریستی در سیستان و بلوچستان را محکوم کرد.
 : دولت سوئد به عنوان رئیس دوره‌ای اتحادیهٔ اروپا با انتشار بیانیه‌ای ضمن محکوم کردن این اقدام آن را باعث از دست رفتن غمگینانهٔ جان مردم دانست.
 پاکستان: کاردار پاکستان در تهران ضمن محکوم کردن حادثه تروریستی یاد شده مردم پاکستان خود نیز قربانی تروریسم است، آمادگی دولت متبوعش برای همکاری با جمهوری اسلامی ایران جهت شناسایی عاملان این حادثه و مبارزه با تروریسم را اعلام کرد.
 ترکیه: رجب طیب اردوغان نخست‌وزیر ترکیه، طی یک تماس تلفنی با محمود احمدی‌نژاد رئیس‌جمهور ایران، مراتب تأثر و تاسف خود نسبت به حمله تروریستی ترتیب یافته در این کشور را اعلام نمود. اردوغان طی این تماس تلفنی به احمدی‌نژاد گفت: «این حمله، یک بار دیگر اهمیت همکاری موجود در زمینه مبارزه با تروریسم را مطرح ساخت.»
 بحرین: خالد بن احمد بن محمد آل خلیفه وزیر امور خارجه بحرین با ارسال پیامی برای منوچهر متکی وزیر امور خارجه جمهوری اسلامی ایران، حادثه تروریستی در استان سیستان و بلوچستان را بشدت محکوم کرد و این حادثه را مغایر با تمامی ارزش‌های اخلاقی و انسانی دانست.
 ونزوئلا: وزارت امور خارجهٔ ونزوئلا در بیانیه‌ای ضمن محکومیت شدید این حمله، این کشور آمریکای جنوبی را برادر انقلابی ایران دانست.
 واتیکان: اسقف اعظم، هیلاری کاپوچی با حضور در سفارت و ملاقات با حجت‌الاسلام علی‌اکبر ناصری، سفیر جمهوری اسلامی ایران در واتیکان با ابراز تاسف و تسلیت نسبت به خاک و خون کشیده شدن بسیاری از ایرانیان توسط تروریست‌ها، عملیات تروریستی در استان سیستان و بلوچستان ایران را شدیداً محکوم کرد.
 سازمان ملل متحد: بان کی مون دبیرکل سازمان ملل با انتشار بیانیه‌ای حملات تروریستی در استان سیستان بلوچستان واقع در جنوب شرقی ایران را به شدت محکوم کرد. وی این حمله که باعث تلفات جانی زیادی شد را محکوم و ضمن همدردی با بستگان قربانیان و دولت ایران، ابراز امیدواری کرد که زخمیان حادثه هر چه زودتر سلامتی خود را بازیابند.